# Surveyor 5
A Surveyor 5, foi a quinta sonda do Programa Surveyor. Lançada em 8 de setembro de 1967, seu objetivo era:
obter dados sobre a superfície lunar que seriam necessários para os pousos do futuro Projeto Apollo. 
Esta sonda, foi lançada por um veículo lançador Atlas-Centaur, a partir do 
Centro de Lançamento de Cabo Canaveral.
A Surveyor 5, atingiu a Lua em 11 de setembro de 1967, e transmitiu 19.049 fotos de excelente qualidade da superfície da Lua.